# Raad van Beroerten

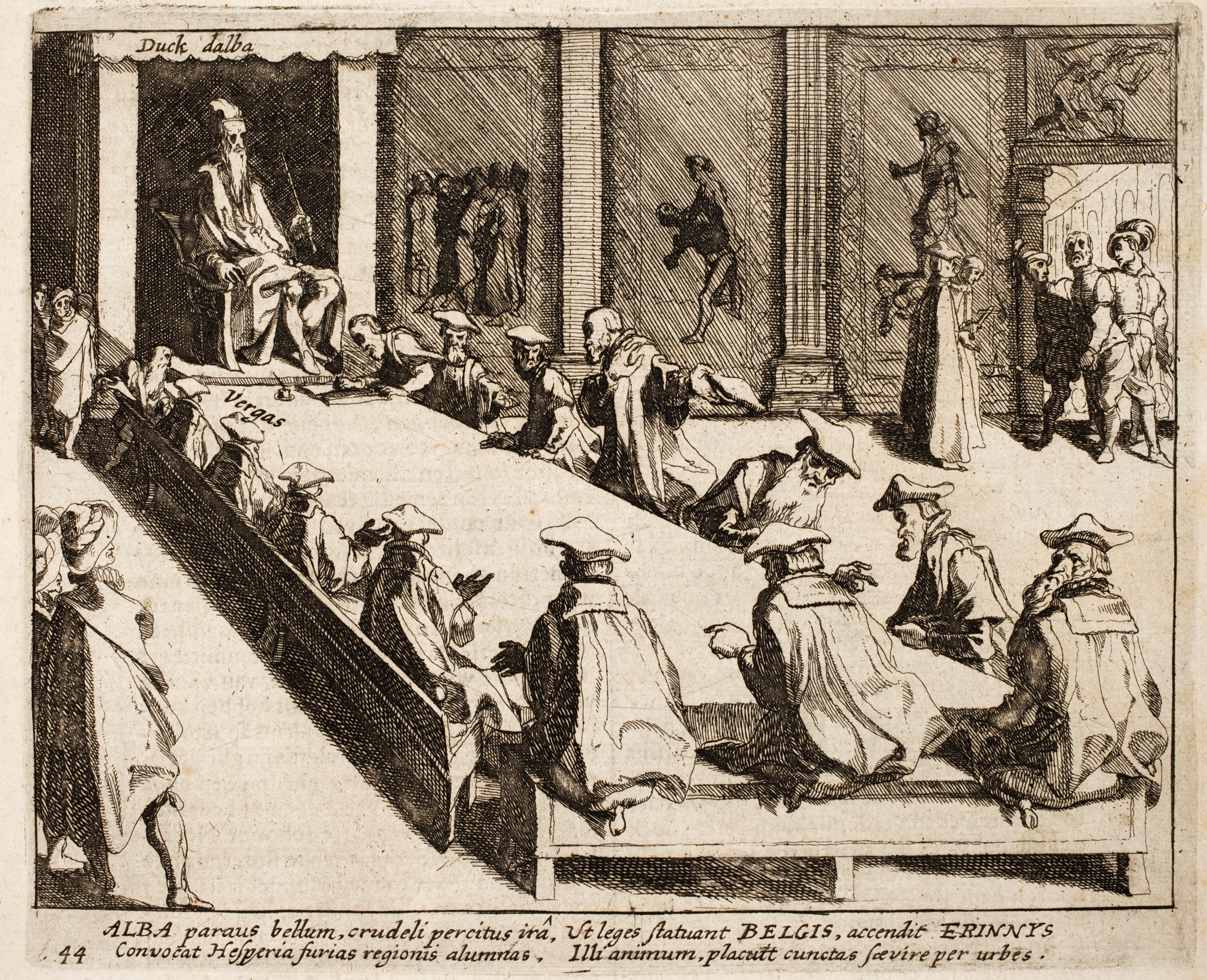
Alva zit de Raad van Beroerten voor.

De Raad van Beroerten (Frans: Conseil des Troubles; Spaans: Tribunal de los Tumultos) was een uitzonderingsrechtbank waarmee koning Filips II en zijn landvoogd Alva de opstandige edelen en de ketterij in de Spaanse Nederlanden bestreden aan het begin van de Tachtigjarige Oorlog. Het orgaan, dat bestond van 1567 tot 1576, functioneerde naast de Collaterale Raden en de Grote Raad van Mechelen, wars van constitutionele privileges of gewestelijke jurisdictie. Vanwege het grote aantal uitgesproken doodvonnissen sprak het volk ook wel van de Bloedraad.

## Oorsprong en activiteiten
De Raad van Beroerten was een bijzondere rechtbank, ingesteld op 20 september 1567 door de hertog van Alva namens koning Filips II. De Raad had tot doel iedereen te vonnissen die op een of andere manier deel had aan de politieke en religieuze onrust (en de daaruit voortvloeiende protesten) in de jaren 1566 en 1567 die waren uitgemond in de Beeldenstorm. De Raad was volgens de koning wettig omdat hij het recht had hoogverraad door een speciale rechtbank te laten beoordelen. Bijzondere aandacht ging daar bij uit naar protestantse beeldenstormers, predikanten en kerkenraadsleden, maar ook "gewone" opstandelingen, waaronder ook mensen vielen die niet van ketterij verdacht werden, vielen onder de jurisdictie van de rechtbank. Ook bemoeide de Raad zich met de reguliere ketterprocessen, die in de eerste plaats onder de verantwoordelijkheid van stedelijke rechtbanken vielen, maar waar de Raad wel toezicht op hield. Bij de vonnissen van de Raad stond vooral het belang van de koning voorop. Op privileges, zoals bijvoorbeeld adellijke afkomst of rijkdom, werd bij het vonnissen niet gelet.
De Raad bestond voornamelijk uit katholieke Nederlanders, hoewel er ook enkele Spanjaarden deel van uitmaakten. De harde kern werd gevormd door de dominicaan Juan de Vargas, de Spaanse Vlaming Louis del Río en Jerónimo de Roda. Naast deze gehate figuren was de procureur-generaal van de Raad van Vlaanderen, Jacob Hessels, het beruchtst.
De Raad van Beroerten was met een staf van 170 man (in 1569) naar de maatstaven van die tijd erg efficiënt. De instelling ervan deed veel edelen, onder wie Willem van Oranje, op de vlucht slaan naar Duitsland of Engeland. Anderen, zoals de graaf Lamoraal van Egmont, bleven en boden hun diensten aan bij de nieuwe landvoogd. Deze achterblijvers werden echter bijna allemaal gevangengenomen op verdenking van verraad. Over hun terechtstelling was al in Madrid beslist, en de Raad van Beroerten diende bij aanvang vooral om er een schijn van legaliteit aan te geven. De doodvonnissen die door de Raad werden uitgesproken gingen gepaard met verbeurdverklaring van geld en goederen; zij vervielen aan de  schatkist van de Spaanse koning. Van represailles tegen de familie van de veroordeelden was geen sprake.
Veel veroordeelden waren aangebracht door zogenoemde zevenstuiverslieden, door Alva ingehuurde spionnen die voor een aangifte zeven stuivers ontvingen. In de Noordelijke Nederlanden, waar meer dopers woonden, lag het aantal veroordelingen en verbeurdverklaringen hoger, wat tot meer verzet leidde. Het aantal slachtoffers werd in de 16e eeuw sterk overdreven.
Na Alva's vertrek uit de Nederlanden in december 1573 sprak de Raad geen doodvonnissen meer uit. Wel vonden er nog executies plaats onder de Nederlandse inquisitie. In het noorden werd de laatste inquisitionele terechtstelling in 1574 te Leeuwarden voltrokken; in het zuiden was de laatste inquisitionele vonnisvoltrekking in 1597 te Brussel.
De Raad van State verklaarde de Raad van Beroerten op 14 mei 1576 officieel opgeheven. Enige leden zijn op grond van hun lidmaatschap tijdelijk gevangengezet. De archieven van de Raad werden krachtens de Pacificatie van Gent grotendeels vernietigd.

## Balans
In de negen jaar van zijn werking heeft de Raad van Beroerten ruwweg 10.000 veroordelingen uitgesproken. Niet zelden gebeurde dit bij verstek omdat de verdachte was ondergedoken. Toch zijn er zo'n 1100 personen terechtgesteld en werden daarnaast vele verbanningen en confiscaties uitgesproken. Archiefonderzoek door Verheyden (1961) vond 12.203 veroordeelden, onder wie 1073 terechtgestelden; een compleet beeld zou naar schatting 15.000 veroordeelden hebben opgeleverd. Latere onderzoekers beschouwden dit als een overschatting, onder meer vanwege dubbeltellingen. Men gaat tegenwoordig uit van ongeveer 9000 verbanningen; het totaal aantal executies door de Raad (ong. 1100) en de Nederlandse inquisitie (ong. 2000) wordt op iets meer dan 3000 geschat, in meerderheid dopers.
Vooral het zuiden van de Spaanse Nederlanden werd getroffen door veroordelingen: Doornik (1063), Ieper (478), Valenciennes (425), Ronse (283), Gent (248), Oudenaarde (207), Brugge (149). Daar was de eerste fase van de opstand ook het heftigst, en de greep van de Spanjaarden het stevigst. In het noorden hadden Utrecht (288) en Amsterdam (242) de hoogste aantallen.

## Leden van de Raad van Beroerten

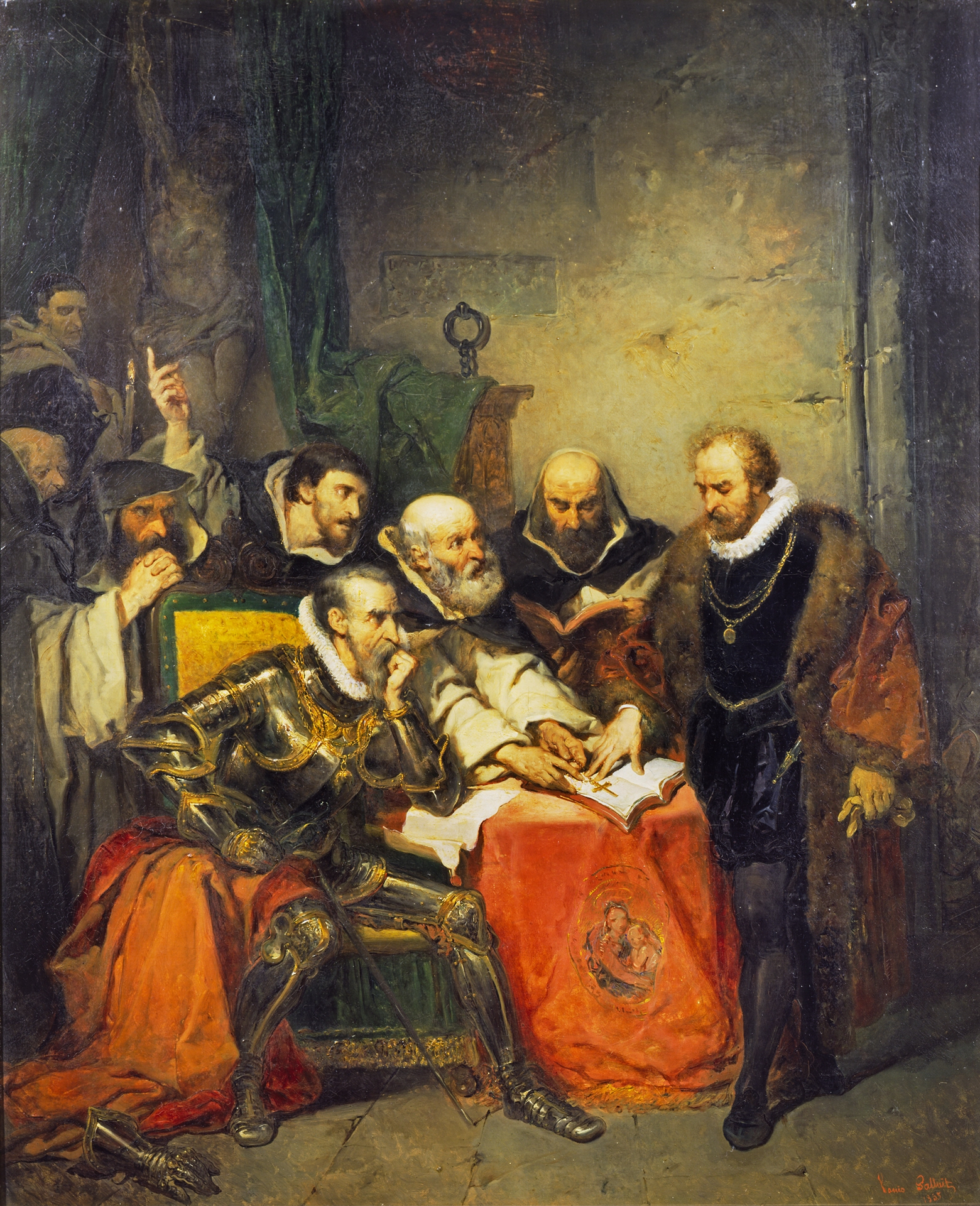
De eed van Vargas (Louis Gallait, 1835). Juan de Vargas wordt ingezworen door Alva.

- Hertog van Alva (1567-1573), voorzitter
- Juan de Vargas (1567-1573)
- Louis del Río (1567-1576)
- Jerónimo de Roda (1570-1576)
- Antonio del Río (overl. 1586), schatbewaarder-generaal
- Adrianus Nicolai, kanselier van Gelre
- Jacob Meertens
- Pieter Asset
- Jacob Hessels, raadslid van Gent
- Johan de la Porte, raadslid van Gent
- Jean du Bois, procureur-generaal van de koning
- Jacques de la Torre, secretaris van de rechtbank.
- Jan van Ligne, graaf van Aremberg
- Filips van Noircarmes
- Karel van Berlaymont
- Julien Verwilghen, noteren van vonnissen
- Jan van Lent, commissaris Utrecht
- Rovain Groots, ondercommissaris Utrecht

## Enkele van de bekendste slachtoffers van de Raad van Beroerten
- Dirk van Bronkhorst: onthoofd, Brussel, 1 juni 1568
- Gijsbert van Bronkhorst: onthoofd, Brussel, 1 juni 1568
- Lamoraal van Egmont, graaf van Egmont: onthoofd, Brussel, 5 juni 1568
- Filips van Montmorency, graaf van Horne: onthoofd, Brussel, 5 juni 1568
- Harman Schinckel, boekdrukker: onthoofd, Delft, 23 juli 1568
- Jan van Casembroot: onthoofd, Vilvoorde, 14 september 1568
- Anthony van Straelen: onthoofd, Vilvoorde, 24 september 1568
- Hendrik van Brederode bij verstek gevonnist 28 juli 1568, maar was toen reeds in ballingschap overleden.
- Jan Heiman, gehangen, Haarlems Rederijker, soldaat van Hendrik van Brederode, Haarlem, 30 juli 1568
- Barend van Utrecht, gehangen, Haarlems Rederijker, verwoester van een beeld, Haarlem, 30 juli 1568
- Hein Adriaans, gewurgd, Haarlems Rederijker, schrijver van opruiende teksten, Haarlem, 30 juli 1568
- Floris van Montmorency, baron van Montigny: gewurgd, Simancas, 14 oktober 1570

Vele anderen, zoals de graaf van Culemborg, Floris van Pallandt, de graaf van Hoogstraten, Antoon II van Lalaing, Gilles le Clercq, Jehan Jaspar Lortye, Jacob van Wesembeke en Lenaert Jansz de Graeff, werden - al dan niet bij verstek - verbannen onder verbeurdverklaring van al hun bezittingen.